# Gare de Langon
Gare de Langon – stacja kolejowa w Langon, w departamencie Żyronda, w regionie Nowa Akwitania, we Francji.
Została otwarta w 1855 przez Compagnie des chemins de fer du Midi et du Canal latéral à la Garonne. Jest stacją kolejową Société nationale des chemins de fer français (SNCF), obsługiwaną przez pociągi TER Aquitaine.

## Położenie
Znajduje się na 41,628 km linii Bordeaux – Sète, pomiędzy stacjami Preignac i Saint-Macaire.

## Historia
Stacja Langon została oddana do użytku 31 maja 1855 roku przez Compagnie des chemins de fer du Midi et du Canal latéral à la Garonne, kiedy otwarto odcinek z Bordeaux do Langon.

## Usługi
Stacja jest obsługiwana przez pociągi TER Aquitaine linii Agen - Marmande - Langon - Bordeaux.